# Феодальна монархія
Феодальна монархія — різновид монархії і форма правління, при якій в економіці переважає сільськогосподарське виробництво, панує натуральне господарство, існує дві основних соціальних групи: феодали і селяни. Характерно використання методів позаекономічного примусу, з'єднання верховної влади з землеволодінням. З точки зору марксистської теорії феодалізм — суспільно-економічна формація, що приходить на зміну рабовласницької і передує капіталістичній. Монарх за такої форми правління не має реальної влади.